# 6484 Barthibbs
6484 Barthibbs (1990 FT1) là một tiểu hành tinh vành đai chính được phát hiện ngày 23 tháng 3 năm 1990 bởi Helin, E. F. ở Palomar.